# Les Avenières
Les Avenières is een plaats en voormalige gemeente in het Franse departement Isère in de regio Auvergne-Rhône-Alpes en telt 4636 inwoners (2004). De plaats maakt deel uit van het arrondissement La Tour-du-Pin.

## Geschiedenis
Op 1 januari 2016 fuseerde Les Avenières met de gemeente Veyrins-Thuellin tot de gemeente Les Avenières Veyrins-Thuellin. 

## Geografie
De oppervlakte van Les Avenières bedraagt 30,0 km², de bevolkingsdichtheid is 154,5 inwoners per km².

## Recreatie
Een groot pretpark in Les Avenières is Walibi Rhône-Alpes.
De onderstaande kaart toont de ligging van Les Avenières met de belangrijkste infrastructuur en aangrenzende gemeenten.

## Demografie
Onderstaande figuur toont het verloop van het inwonertal.
Les Avenières · Thuellin · Veyrins